# بيلفيدير (إلينوي)
بيلفيدير (بالإنجليزية: Belvidere, Illinois)‏ هي مدينة تقع في الولايات المتحدة في إلينوي. يقدر عدد سكانها بـ 25,585 نسمة .

## التركيبة السكانية
حدّد مكتب تعداد الولايات المتحدة بيانات التركيبة السكانية لبيلفيدير في تعداد الولايات المتحدة. في ما يلي، التركيبة السكانية حسب تعدادي 2000 و2010.

### تعداد عام 2000
بلغ عدد سكان بيلفيدير 20,820 نسمة بحسب تعداد عام 2000، وبلغ عدد الأسر 7,531 أسرة وعدد العائلات 5,328 عائلة مقيمة في المدينة. في حين سجلت الكثافة السكانية 653.1 نسمة لكل كيلومتر مربع (1,691.5/ميل2). وبلغ عدد الوحدات السكنية 7,970 وحدة بمتوسط كثافة قدره 250 لكل كيلومتر مربع (647.5/ميل2).
وتوزع التركيب العرقي للمدينة بنسبة 84.53% من البيض و1.15% من الأمريكيين الأفارقة و0.37% من الأمريكيين الأصليين و0.45% من الأمريكيين ذوي الأصول الآسيوية و0.02% من سكان جزر المحيط الهادئ و11.57% من الأعراق الأخرى و1.92% من عرقين مختلطين أو أكثر و20.07% من الهسبانيون أو اللاتينيون من أي عرق.
بلغ عدد الأسر 7,531 أسرة كانت نسبة 41.9% منها لديها أطفال تحت سن الثامنة عشر تعيش معهم، وبلغت نسبة الأزواج القاطنين مع بعضهم البعض 53.9% من أصل المجموع الكلي للأسر، ونسبة 11.9% من الأسر كان لديها معيلات من الإناث دون وجود شريك،  بينما كانت نسبة 5% من الأسر لديها معيلون من الذكور دون وجود شريكة وكانت نسبة 29.3% من غير العائلات. تألفت نسبة 24.8% من أصل جميع الأسر من عدة أفراد يعيشون في نفس المنزل ونسبة 11.2% كانت تتألف من شخص يعيش بمفرده يبلغ من العمر 65 عاماً أو أكثر. وبلغ متوسط حجم الأسرة المعيشية 2.73، أما متوسط حجم العائلات فبلغ 3.26.
بلغ العمر الوسطي للسكان 32.4 عاماً. وكانت نسبة 29.7% من القاطنين تحت سن الثامنة عشر، وكانت نسبة 8.7% بين الثامنة عشر والرابعة والعشرين عاماً، ونسبة 31% كانت واقعةً في الفئة العمرية ما بين الخامسة والعشرين والرابعة والأربعين عاماً، ونسبة 18% كانت ما بين الخامسة والأربعين والرابعة والستين، ونسبة 11.4% كانت ضمن فئة الخامسة والستين عاماً فما فوق. يوجد لكل 100 أنثى 97.6 ذكر، ويوجد لكل 100 أنثى في الثامنة عشر من عمرها فما فوق 95.2 ذكر.
بلغ متوسط دخل الأسرة في المدينة 42,529 دولارًا، أما متوسط دخل العائلة فبلغ 50,601 دولارًا. وكان متوسط دخل الذكور 37,116 دولارًا مقابل 24,454 دولارًا للإناث. وسجل دخل الفرد الخاص بالمدينة 17,804 دولارًا. وكانت نسبة 7.8% من العائلات ونسبة 10% من السكان تحت خط الفقر، وكان من هؤلاء نسبة 12.5% تحت سن الثامنة عشر ونسبة 8% في الخامسة والستين من العمر وما فوق.

### تعداد عام 2010
بلغ عدد سكان بيلفيدير 25,585 نسمة بحسب تعداد عام 2010، وبلغ عدد الأسر 8,803 أسرة وعدد العائلات 6,283 عائلة مقيمة في المدينة. في حين سجلت الكثافة السكانية 802.5 نسمة لكل كيلومتر مربع (2,078.5/ميل2). وبلغ عدد الوحدات السكنية 9,565 وحدة بمتوسط كثافة قدره 300 لكل كيلومتر مربع (777.0/ميل2).
وتوزع التركيب العرقي للمدينة بنسبة 77.91% من البيض و2.62% من الأمريكيين الأفارقة و0.54% من الأمريكيين الأصليين و1% من الأمريكيين ذوي الأصول الآسيوية و0% من سكان جزر المحيط الهادئ و14.52% من الأعراق الأخرى و3.41% من عرقين مختلطين أو أكثر و30.64% من الهسبانيون أو اللاتينيون من أي عرق.
بلغ عدد الأسر 8,803 أسرة كانت نسبة 42.5% منها لديها أطفال تحت سن الثامنة عشر تعيش معهم، وبلغت نسبة الأزواج القاطنين مع بعضهم البعض 50.9% من أصل المجموع الكلي للأسر، ونسبة 13.7% من الأسر كان لديها معيلات من الإناث دون وجود شريك،  بينما كانت نسبة 6.7% من الأسر لديها معيلون من الذكور دون وجود شريكة وكانت نسبة 28.6% من غير العائلات. تألفت نسبة 24.4% من أصل جميع الأسر من عدة أفراد يعيشون في نفس المنزل ونسبة 11.2% كانت تتألف من شخص يعيش بمفرده يبلغ من العمر 65 عاماً أو أكثر. وبلغ متوسط حجم الأسرة المعيشية 2.88، أما متوسط حجم العائلات فبلغ 3.42.
بلغ العمر الوسطي للسكان 33.6 عاماً. وكانت نسبة 30.2% من القاطنين تحت سن الثامنة عشر، وكانت نسبة 9% بين الثامنة عشر والرابعة والعشرين عاماً، ونسبة 27.4% كانت واقعةً في الفئة العمرية ما بين الخامسة والعشرين والرابعة والأربعين عاماً، ونسبة 21.5% كانت ما بين الخامسة والأربعين والرابعة والستين، ونسبة 11.9% كانت ضمن فئة الخامسة والستين عاماً فما فوق. وتوزع التركيب الجنسي للسكان بنسبة 49.4% ذكور و50.6% إناث.

## أعلام
- تشارلز يوجين فولر
- ديمون إم. كامينغز
- سكوت تايلور
- فرانك بيشوب
- إموري إس. بغاردوس